# Stade Croix-Bleue Medavie
Le stade Croix-Bleue Medavie (anglais : Croix-Bleue Medavie Stadium), appelé jusqu'en 2019 stade de Moncton (anglais: Moncton Stadium) est un stade multi-sport situé à Moncton (Nouveau-Brunswick) au Canada. 

## Histoire
La construction du stade a débuté en avril 2008 avec la cérémonie de la première pelletée de terre. Le financement a été fourni par le gouvernement du Canada (7,5 millions de $), le gouvernement du Nouveau-Brunswick (6,5 millions de $), la ville de Moncton (5 millions de $) et l'Université de Moncton (3,5 millions de $).
En mars 2019, l'Université de Moncton annonce que le stade appelé jusque-là stade de Moncton porterait désormais de nom de stade Croix-Bleue Medavie, en reconnaissance d'un don d'un million de $ CAN de la société d'assurances Croix-Bleue Medavie (en) fait dans le cadre d'une campagne de financement de l'université. Il s'agit d'un nom donné à perpétuité, et non d'une commandite accordée pour une durée déterminée.

## Événements

### Athlétisme
Les championnats du monde juniors d'athlétisme 2010 ont été tenus au Stade de Moncton. C'est d'ailleurs en vue d'accueillir cette compétition que le stade a été construit originellement.

### Football canadien
Alors que le stade était encore à l'état de projet, la Ligue canadienne de football envisageait d'y présenter des matchs d'exhibition ou de saison régulière. Effectivement un premier match régulier y a été joué, le premier jamais disputé dans les Provinces de l'Atlantique, le 26 septembre 2010, entre les Eskimos d'Edmonton et les Argonauts de Toronto. Deux autres matchs ont été joués au stade: le 25 septembre 2011 les Stampeders de Calgary et les Tiger-Cats de Hamilton s'y sont rencontrés, et le 21 septembre 2013 les Alouettes de Montréal y ont affronté les Tiger-Cats. Cette série de matchs, appelé « Touché Atlantique », est reprise en 2019 avec un match remporté par les Alouettes sur les Argonauts.

### Soccer
Le 4 mai 2012, le stade de Moncton a été annoncé comme un des six stades qui présenteraient des matchs de la Coupe du monde de football féminin 2015. Les autres stades sont situés à Edmonton, Montreal, Ottawa, Vancouver et Winnipeg. Six matches de groupe et un match de huitième de finale y seront présentés. Le stade sera également utilisé pour la Coupe du monde de football féminin des moins de 20 ans 2014, alors que six matches de groupe, un match de quart-de-finale et un match de demi-finale y seront présentés.